# 道後公園停留場
道後公園停留場（日语：／ Dōgo-Kōen teiryūjō */?）是位於日本愛媛縣松山市的路面電車車站，隸屬於伊予鐵道（伊予鐵），車站編號為23。由於車站位於道後公園內「湯築城」遺址附近，亦有「湯築城跡前」的副站名。

## 所屬路線
- 伊予鐵道

松山市內線（城南線）
■3號線（市站線）
■5號線（JR線）

## 車站結構
設有對向式側式月台2個，月台長度只能容納1輛電車停靠，末端靠向南町方向則裝設有無障礙斜道。整個月台外邊建有安全圍欄，並加裝了半開放式透明安全圍板，以和式格子窗風格設計的月台上蓋，以配合道後公園及湯築城的格調，因而獲松山市政府於2007年頒發「第5回松山市都市景觀賞」中「閃耀獎勵賞—街道景觀部（小規模）」（きらめき奨励賞—まちなみ部門(小規模)）。

### 月台配置
| 月台 | 路線   | 目的地       |
| ---- | ------ | ------------ |
| 1    | ■3號線 | 往松山市站   |
| 1    | ■5號線 | 往JR松山站前 |
| 2    | ■3號線 | 往道後溫泉   |
| 2    | ■5號線 | 往道後溫泉   |

## 歷史
- 1911年9月1日：開業，稱為「公園前停留場」。
- 2004年：

- 1月：因應道路改善及擴闊工程，車站及路軌向西邊稍作遷移。
- 4月25日：改稱為「道後公園停留場」。
- 10月：首先加裝無障礙斜道。

## 相鄰停留場
伊予鐵道
城南線
道後溫泉（24）－道後公園（23）－南町（22）